# Why Oh Why
Why Oh Why (englisch für „Warum oh warum“) ist ein Lied der Eurodance-Band ATC. Der Song erschien am 6. November 2000 auf ihrem ersten Studioalbum Planet Pop und wurde am 12. Februar 2001 als vierte Single aus diesem veröffentlicht.

## Inhalt
Why Oh Why wird aus der Perspektive des lyrischen Ichs gesungen, das nicht weiß, wie es seine Gefühle für eine andere Person einordnen soll. So fühlten sich die Küsse komisch an, als ob sich beide voneinander entfernen würden und die Liebe verflogen sei.

“You ask me where all the love is gone

But I find the words to say

Do da n de da n dai

It’s a feeling I got inside

Tell me just why oh why”

## Produktion
Der Song wurde von dem deutschen Musikproduzenten Alex Christensen produziert, der neben Steve Frame, Adam Charon, Mekong Age und Rufi-Oh auch als Autor fungierte.

## Musikvideo
Bei dem zu Why Oh Why gedrehten Musikvideo führte Patric Ullaeus Regie. Es zeigt die vier Bandmitglieder in Schwarz gekleidet, die den Song auf einer schwarzen Plattform singen, während sie eine Choreografie tanzen und durch das Weltall fliegen. Die Plattform ist dabei von sich drehenden silbernen Ringen umgeben. Zwischendurch sieht man einen wüstenartigen Planeten, auf dem Tornados umherziehen. Weitere Szenen zeigen einzelne Bandmitglieder vor futuristischen Hintergründen, die an eine Raumstation erinnern.

## Single

### Covergestaltung
Das Singlecover zeigt die vier Bandmitglieder Tracey, Joe, Livio und Sarah (von links nach rechts) in schwarzen Outfits, wobei Tracey und Sarah auf dem Boden sitzen, während Joe und Livio stehen. Alle vier blicken den Betrachter an. Der Hintergrund ist rötlich bis weiß gehalten. Im oberen Teil des Bildes befinden sich die Schriftzüge ATC und A Touch of Class in Weiß bzw. Schwarz, während der Titel Why Oh Why in Weiß am unteren Bildrand steht.

### Titellisten
Single
1. Why Oh Why (Single Version) – 3:30
2. Why Oh Why (Wicked Kid Radio Edit) – 3:33

Maxi
1. Why Oh Why (Radio Edit) – 3:30
2. Why Oh Why (Wicked Kid Radio Edit) – 3:33
3. Why Oh Why (Wicked Kid Anexation Mix) – 6:48
4. Why Oh Why (Liquid Child Remix) – 6:47
5. Why Oh Why (Extended Version) – 4:35

### Chartplatzierungen
Why Oh Why stieg am 26. Februar 2001 auf Platz 25 in die deutschen Singlecharts ein und erreichte zwei Wochen später mit Rang 16 die höchste Platzierung. Insgesamt war der Song 13 Wochen lang in den Top 100 vertreten. In Österreich belegte die Single Position 16 und in der Schweiz Platz 64, wobei sie 16 bzw. zwölf Wochen in den Charts vertreten war. Weitere Charterfolge gelangen unter anderem in Dänemark und Belgien-Flandern.
| ChartsChartplatzierungen | Höchstplatzierung | Wochen |
| ------------------------ | ----------------- | ------ |
| Deutschland (GfK)        | 16 (13 Wo.)       | 13     |
| Österreich (Ö3)          | 16 (16 Wo.)       | 16     |
| Schweiz (IFPI)           | 64 (12 Wo.)       | 12     |